# Pianotrio (Weinberg)
Mieczysław Weinberg voltooide zijn enige Pianotrio in 1945.
In de nadagen van de Tweede Wereldoorlog gold een ietwat vrijer regime ten aanzien van kunstuitingen. In die tijd van relatieve vrijheid schreef Weinberg dit werk. De muziek is somber, zelfs in de wat monterder fragmenten. Ook dit werk ontkwam niet aan het vergelijken van de kamermuziek van Dmitri Sjostakovitsj. De somber- en eenzaamheid werden toegeschreven aan de familieomstandigheden. Weinberg was al vroeg op de vlucht voor het naziregime. Zijn zuster vluchtte met hem mee, maar wilde haar ouders nog één keer bezoeken. Na de oorlog hoorde de componist niets meer van zijn familie. Hij was langere tijd niet zeker of zijn familie nog leefde of niet.
Het trio komt in vier delen:
- Prelude en aria in larghetto
- Toccata in allegro
- Gedicht in moderato
- Finale in allegro moderato (met contrapunt en fuga).

De première van dit werk werd door Weinberg zelf gegeven op 9 juni 1947 met twee leden van het Beethovenkwartet: Dmitri Tsyganov (viool) en Sergei Shrinsky (cello). In 1948 werd Weinbergs muziek getroffen door een ban van de Sovjetregering; het zou te modern zijn. 